# Ad valorem-skatt
Ad valorem-skatt är en procentuell indirekt skatt på en vara som antingen kan utkrävas vid betalningstillfället såsom moms och Vat, eller på årlig basis, som med fastighetsskatten eller vid ett specifikt tillfälle, såsom tariffer eller arvsskatt. Ad valorem är latin för "baserad på värdet".
Ett exempel på en ad valorem-skatt är en procentuell importtariff, där tariffens storlek bestäms som ett procentbelopp av den importerade varans värde. En annan typ av skatt är specifik skatt, där skatten i stället är förbestämd per enhet av den importerade varan.